# Metal Mutant
Metal Mutant (с англ. — «Металлический мутант») — компьютерная игра в жанре action-adventure, выпущенная французской компанией Silmarils в 1991 году. Отличалась качественной графикой и звуком при небольшом размере на диске. Игра была локализована на французском, английском и немецком языке.
К тому времени компания Silmarils выпустила несколько игр в подобном жанре, такие как: Targhan (1989), Colorado (1990), Starblade (1990).
Воплощённая в игре Metal Mutant идея приключения робота на другой планете была достаточно популярной в кинофантастике.

## Сюжет
Персонаж игры, робот-трансформер по имени Metal Mutant, телепортируется на планету Kronox с задачей найти и уничтожить кибернетического тирана AROD 7. Робот может трансформироваться между умеющим прыгать Cyborg, тяжеловооружённым Dinos и низкорослым дальнобойным Tank. В процессе игры приходится решать различные головоломки.
Игровое пространство можно разделить на 4 последовательные локации:
1. Kronox — жаркая болотистая планета, наполненная агрессивными рептилиями и биологическими мутантами;
2. Cite Technologique — технологический компьютерный центр, защищённый лазерами и боевыми роботами во главе с POL4;
3. Monde Souterrain — подземный мир с трубопроводными коммуникациями, охраняемый мистическими Zombi;
4. Kheops 15000 — комплекс из 5 орбитальных пирамид с кибер-стражниками, охраняющими своего тирана AROD 7.

Уничтожив тирана, Metal Mutant сам оказывается на троне, под именем AROD 8.